# György moszkvai fejedelem
Jurij Danyilovics (magyarosan György, oroszul: Юрий Данилович; 1281 körül – Moszkvai Nagyfejedelemség, 1325. november 21.), a Rurik-dinasztia moszkvai ágából származó herceg, aki moszkvai fejedelem 1303-tól 1325-ben bekövetkezett haláláig, továbbá vlagyimiri nagyfejedelem 1318 és 1322 között, valalmint novgorodi fejedelem II. Jurij (oroszul: Юрий II) néven 1322-től haláláig. Danyiil Alekszandrovics fejedelem fia, a későbbi Pénzeszsák Iván nagyfejedelem testvére.

## Ifjúsága
Jurij Danyiil Alekszandrovics moszkvai fejedelem legidősebb fia és Alekszandr Nyevszkij vlagyimiri nagyfejedelem unokája volt. Apja Pereszlavl-Zalesszkij részfejedelmévé tette. Danyiil 1303-as halálakor megörökölte Moszkvát. Még abban az évben meghódította és a fejedelemséghez csatolta Mozsajszkot.

## Küzdelme Tverrel
Andrej Alekszandrovics vlagyimiri nagyfejedelem halála után kiújult a küzdelem a nagyfejedelemségért. Bár Jurij is pályázott nagybátyja trónjára, az Arany Horda kánja, Tokta kán végül Mihail Jaroszlavics tveri fejedelemnek adta a jarlikot. Moszkva és a Tveri Fejedelemség között a vetélkedés a kisebb hercegségek megürülő trónjainak betöltéséért folytatódott (Pereszlavl-Zalesszkij 1305, Kosztroma 1305, 1317, Gorogyec és Nyizsnyij Novgorod 1311 – 1312) és a Novgorod fölötti befolyásért. Mihail blokád alá vette a város élelmiszerellátását 1312-ben és két évvel később eredménytelenül végződő hadjáratot is indított. A metropolita halála után az új egyházfő személyének kiválasztásában is igyekezett mindkét fél fölényre szert tenni; végül Moszkva támogatottját, Pétert választották meg. Mihail kétszer is megpróbálta bevenni Moszkvát (1305-ben és 1308-ban), de mindkét alkalommal kudarcot vallott.  
Jurij 1311-ben elfoglalta Nyizsnyij Novgorodot, ahol Borisz öccsét tette meg részfejedelemnek. 1317-ben a fiatal Üzbég kán udvarába utazott ahol összebarátkozott a tatár uralkodóval és feleségül vette annak nővérét, Koncsakot. A tatárok támogatásával ezután megpróbált leszámolni ellenségével, de a tveri fejedelem 1317. december 22-én a bortyenyevói ütközetben szétszórta a moszkvai-tatár sereget és foglyul ejtette Jurij feleségét, fivérét és a tatár követet. Miután Koncsak rejtélyes módon meghalt a fogságban, Jurij Üzbéghez utazott és megvádolta Mihailt a felesége megmérgezésével. A kán udvarában a moszkvai fejedelem bőséges ajándékokkal igyekezett a maga oldalára téríteni a befolyásos személyiségeket. Mihailt végül halálra ítélték, egy hónapig kalodában követte a kán udvarát, majd Jurij kíséretének tagjai hajtották végre az ítéletet. A megüresedő nagyfejedelmi trónt a moszkvai fejedelem kapta. Miután visszatért városába, Jurij Afanaszij öccsét tette meg novgorodi fejedelemnek.

## A nagyfejedelemség és Jurij halála
1320-ban Rjazannyal vívott háborút Kolomna hovatartozásának ügyében. Ugyanebben az évben meghalt Borisz öccse. 1321-ben Dmitrij, Tver új fejedelme átadta Jurijnak az éves adót, hogy továbbítsa azt a Hordának. Jurij ehelyett azonban novgorodi kereskedőknél fektette be a pénzt. Dmitrij emiatt panaszra ment a kánhoz, aki büntetésül elvette a nagyfejedelmi címet a moszkvai hercegtől és átadta azt Tvernek. 1322-ben Afanaszij meghalt és Jurij maga ült Novgorod trónjára is. 1323-ban a Novgorodi fejedelemségben megalapította Oresek erődjét, békét kötött a svédekkel és részt vett egy hadjáraton Usztyug városa ellen.
Jurij 1325-ben a kánhoz utazott, hogy meggyőzze Üzbéget a nagyfejedelemség átadásáról. Az udvarban találkozott Dmitrijjel, véletlenül éppen annak apja, Mihail kivégzésének évfordulóján. A feldühödött Dmitrij ott helyben lekaszabolta Jurijt, akit felelősnek tartott apja halálért. Ezután Dmitrijt elfogták és halálra ítélték. Jurij utóda legidősebb öccse, Iván Danyilovics lett.